# Phật Mẫu Man Nương

Phật Mẫu Man Nương ở chùa Tổ, Thuận thành, Bắc Ninh

Phật Mẫu Man Nương là một nhân vật liên quan đến sự tích Phật giáo Việt Nam khi đạo Phật mới truyền sang đất Việt. Bà có tên là A Man, người làng Mãn Xá vùng Luy Lâu tên tục của làng là kẻ Mèn. Cha mẹ bà là vợ chồng ông Tu Định, một cư sĩ Phật giáo thuần thành và là đệ tử của Khâu Đà La thiền sư. Sau này bà "cải gia vi tự" biến nhà thành chùa nên nhà cũ của bà hiện nay là chùa Tổ (Phúc Nghiêm tự).

## Sự tích
Truyền thuyết kể rằng thuở xưa bà là một người con gái rất sùng đạo, năm 10 tuổi đến theo học đạo ở chùa Dâu, nay là huyện Thuận Thành, tỉnh Bắc Ninh. Tại chùa có thiền sư Khâu Đà La là một vị cao tăng đầu tiên sang Việt Nam truyền đạo tại đây.
Một hôm, thiền sư đi vắng và dặn Man Nương trông coi chùa cẩn thận. Tối đến Man Nương ngủ ở thềm, Khâu Đà La về và bước qua người, sau đó bà thụ thai. Cha mẹ Man Nương trách cứ thì Khâu Đà La dặn rằng đó là con Phật, không phải lo phiền.
Hai mươi tháng sau, Man Nương sinh hạ một người con gái vào ngày 8 tháng Tư (âm lịch), đem đến chùa trả lại Thiền sư. Ông dùng cây tầm xích (gậy tích trượng) gõ vào cây Dung Thụ (dâu ) ở cạnh chùa; cây dâu tách ra, thiền sư để đứa trẻ vào trong, cây lại khép vào. Khâu Đà La trao cho Man Nương cây gậy và dặn khi nào hạn hán thì đem gậy cắm xuống đất để cứu nhân dân. Khi vùng Dâu bị hạn hán ba năm liền, nhớ đến lời dặn của ông, Man Nương đã đem cây gậy thần cắm xuống đất. Ngay lập tức nước phun lên, cây cối, ruộng đồng lại tươi tốt và chúng sinh thoát nạn hạn hán.
Tiếp đó có trận mưa to, cây dâu bị gió bão quật đổ xuống sông Thiên Đức (sông Dâu) rồi trôi về Luy Lâu. Khi đó, Thái thú Sĩ Nhiếp cho quân lính vớt lên để làm nóc điện Kính Thiên, nhưng không ai lay chuyển nổi. Man Nương đi qua liền xuống sông, buộc dải yếm vào và bảo "Có phải con mẹ thì đi lên theo mẹ" lập tức kéo cây lên dễ dàng. Sĩ Nhiếp thấy thế kính sợ, tuyển mười người họ Đào tạc tượng Tứ pháp là Pháp Vân - Pháp Vũ - Pháp Lôi - Pháp Điện tượng trưng cho Mây, Mưa, Sấm, Chớp để thờ. Bốn bức tượng phật đó được đặt ở bốn ngôi chùa khác nhau ở trên cùng một khu vực là Chùa Dâu, Chùa Đậu, Chùa Dàn, Chùa Tướng. Khi thợ tạc tượng gặp trong thân cây một khối đá bèn vứt xuống sông. Đến đêm thấy lòng sông rực sáng, Sĩ Nhiếp cho người vớt nhưng không tài nào vớt được. Man Nương liền đi thuyền ra giữa sông thì khì khối đá tự nhiên nhảy vào lòng. Khối đá ấy được gọi là Thạch Quang Phật (Phật đá tỏa sáng).

## Di tích
|  |  |  |  |
|  |  |  |  |

Bốn pho tượng Tứ Pháp được thờ ở bốn ngôi chùa: Dâu, Đậu, Tướng, Dàn ở Thuận Thành, Bắc Ninh. Làng Mãn Xá lập chùa Phúc Nghiêm thờ Man Nương, gọi là Phật Mẫu, nên gọi chùa này là chùa Tổ. Hàng năm vào ngày hội chùa Dâu ngày 8 tháng Tư (âm lịch), thì ba làng Đậu, Tướng, Dàn rước tượng Pháp Vũ, Pháp Lôi, Pháp Điện về chùa Dâu gặp Pháp Vân rồi bốn chị em về chùa Tổ thăm Mẹ. Thời Pháp thuộc, chùa Đậu bị phá nên tượng Pháp Vũ để ở chùa Dâu. Thạch Quang Phật được thờ ở Chùa Tổ sau đó chuyển về thờ ở Chùa Dâu.